# Zona auto-amministrata Pa Laung
La zona auto-amministrata Pa Laung (in lingua birmana: ပလောင် ကိုယ်ပိုင်အုပ်ချုပ်ခွင့်ရ ဒေသ, trascrizione IPA: pəlàʊɴ kòbàɪɴ ʔoʊʔtɕʰoʊʔ kʰwɪ̰ɴja̰ dèθa̰) è una suddivisione amministrativa di primo livello della Birmania,  come gli Stati e le Regioni del paese. Il territorio di tale zona è nell'estremo nord dello Stato Shan, ed il capoluogo è Namhsan. La zona si suddivide nelle due township di Namhsan e Mantong.
La creazione delle zone auto-amministrate del paese era prevista nella nuova Costituzione del 2008, ed è stata ufficializzata con un decreto del 20 agosto 2010. La zona viene auto-amministrata da membri dell'etnia palaung.